# Orchestre Tropicana d'Haïti
L'Orchestre Tropicana d'Haïti est un groupe musical créé le 15 août 1963 dans la ville du Cap-Haïtien, Haïti.

## Histoire
L'Orchestre Tropicana d'Haïti est issu de l'Orchestre Caraïbes qui avait pris naissance dans le nord du pays à la fin des années 1950. C'est en mars 1963 lors d'une réunion à laquelle assistèrent quelques musiciens et fans de Caraïbes au Yanvalou Night Club qu'est venu l'idée à Bazile Cobty de rebaptiser le groupe Orchestre Tropicana d'Haïti, nom tiré d'un night club à Cuba que Cobty avait l'habitude de fréquenter.
La première répétition de l'Orchestre nouvellement formé a eu lieu le 24 mars 1963 dans une maison appartenant à Cobty. À cette époque, la musique française et la musique latine étaient très populaires en Haïti, et déjà dans le Nord il y avait un autre groupe très influent, l'Orchestre Septentrional. 
Sept ans après sa formation soit en 1970, l'Orchestre Tropicana d'Haïti a produit son premier disque où on retrouve des titres comme Zoklo et Ti Zo chanté par Giordany Joseph sous la commande du maestro Emmanuel Turenne.

## Discographie[3],[4]
| Année | Album                    | Label                   | Note      |
| ----- | ------------------------ | ----------------------- | --------- |
| 1967  | Vol II                   | La Maison des Meringués | EP        |
| 1973  | Ti zo                    | Marc Records            | LP, Album |
| 1974  | Zanmi                    | Marc Records            | LP, Album |
| 1975  | Yolande                  | Marc Records            | LP        |
| 1978  | Popouri des Boléros No 2 | Marc Records            | LP        |
| 1980  | Chez Eux, Au Cap-Haïtien | Mini Records            | LP        |
| 1982  | Superstition             | Mini Records            | LP        |
| 1983  | 20e Anniversaire         | Mini Records            | LP        |
| 1985  | Cheche Konnen            | Geronimo Records        | LP, Album |
| 1988  | 25e Printemps            | Louis Records           | LP        |
| 1991  | Nou Refize Granmoun      | Geronimo Records        | LP        |
| 1993  | Kenbe Diyitew            | Louis Records           | LP        |
| 1997  | Veye Priye               | Anson Records           | CD        |
| 2001  | Apran Fe Zanmi           | Telecono                | CD        |
| 2003  | 40e Anniversaire-Vol 1   | Telecono                | LP        |
| 2003  | 40e Anniversaire-Vol 2   | Telecono                | CD        |
| 2009  | Pran Sans Nou            | Music Depot             | CD        |
| 2015  | Bravo Tropic             | Music Depot             | CD        |